# Val-Suran
Val-Suran es una comuna nueva francesa situada en el departamento de Jura, de la región de Borgoña-Franco Condado.

## Historia
Fue creada el 1 de enero de 2017, en aplicación de una resolución del prefecto de Jura de 15 de noviembre de 2016 con la unión de las comunas de Bourcia, Louvenne, Saint-Julien y Villechantria, pasando a estar el ayuntamiento en la antigua comuna de Saint-Julien.

## Demografía
| Gráfica de evolución demográfica de Val-Suran entre 1800 y 2013 |
|                                                                 |

Los datos entre 1800 y 2013 son el resultado de sumar los parciales de las cuatro comunas que forman la nueva comuna de Val-Suran, cuyos datos se han cogido de 1800 a 1999, para las comunas de Bourcia, Louvenne, Saint-Julien y Villechantria de la página francesa EHESS/Cassini. Los demás datos se han cogido de la página del INSEE.

## Composición
| Comuna delegada | Código INSEE | Población (2013) | Superficie (km²) | Densidad (hab./km²) |
| --------------- | ------------ | ---------------- | ---------------- | ------------------- |
| Bourcia         | 39069        | 114              | 11.13            | 10                  |
| Louvenne        | 39303        | 136              | 7.8              | 17                  |
| Saint-Julien    | 39485        | 461              | 12.28            | 38                  |
| Villechantria   | 39564        | 120              | 6.28             | 19                  |